# Fattore di guarigione
Il fattore di guarigione (o fattore rigenerante o ancora rigenerazione spontanea) è un superpotere posseduto da alcuni personaggi immaginari dei fumetti o film di fantascienza che consente loro, grazie a una particolare struttura genetica, di guarire e rigenerare dalle ferite ricevute o dai danni fisici subiti sia in modo accelerato (tagli profondi che guariscono in pochi minuti o fratture che si ricompongono dopo qualche giorno) sia sovrumano (ricrescita istantanea e completa di arti o parti del corpo mutilate).

## Fumetti
Questo superpotere rientra nelle abilità speciali di alcuni personaggi dell'universo Marvel come Wolverine, Sabretooth, Hulk, Deadpool, X-23, Daken, Omega Red, Sebastian Shaw, il Fenomeno, Lady Deathstrike, Mystica, Anole, Capitan America, l'Uomo Ragno, Venom, Carnage, Lizard e Goblin e dell'universo DC come Superman, Wonder Woman, Lobo, Deathstroke e Swamp Thing.
Gli effetti del fattore rigenerante sono variabili a seconda del livello di potere di chi lo detiene; in generale si possono elencare: rapidissima guarigione da ferite e fratture, rigenerazione di parti del corpo mutilate, immunità a veleni, tossine e affini, virtuale immunità anche da virus ed epidemie; in alcuni casi anche un rallentamento del processo d'invecchiamento con conseguente grande longevità.
Il fattore rigenerante non conferisce l'immortalità ed è quindi comunque possibile uccidere chi ne sia portatore, anche se solo con particolari mezzi. Può essere annullato dal virus che infetta i supereroi Marvel nella miniserie Marvel Zombi, trasformandoli in zombi cannibali, oppure se il corpo viene distrutto abbastanza rapidamente, si può impedirgli di rigenerarsi, come succede a Wolverine nell'arco narrativo Giorni di un futuro passato, in cui una sentinella riesce a ucciderlo con un fascio di energia che, colpendolo, disintegra tutto il suo corpo a parte l'indistruttibile scheletro di adamantio.
Un altro personaggio caratterizzato da questa facoltà è Painkiller Jane, protagonista di alcuni fumetti e dell'omonima serie televisiva, che le consente di guarire rapidamente da ferite da arma da fuoco, da armi da taglio e persino di sopravvivere a una caduta da un grattacielo.

### Anime e manga
Nel manga e anime Dragon Ball di Akira Toriyama, il fattore rigenerante viene introdotto nella prima serie da Piccolo, in grado di rigenerare le proprie braccia. Si scopre in Dragon Ball Z che il fattore rigenerante è un'abilità speciale dei guerrieri Namecciani in quanto anche Nail è in grado di usarla. Successivamente anche Cell è in grado di rigenerare il proprio corpo in quanto nel suo corpo sono presenti le cellule di Piccolo, ma a differenza del Namecciano, il suo fattore rigenerante è di gran lunga più sviluppato, in grado di rigenerare completamente il suo corpo a meno che non si distrugga il suo nucleo vitale. Anche Majin Bu e le sue successive incarnazioni e trasformazioni possono utilizzare il fattore rigenerante, ancora più sviluppato di quello di Cell, combinato al corpo completamente elastico del mostro è in grado di combinare letali attacchi ed efficaci difese. Al contrario di Cell, per eliminare definitivamente il fattore rigenerante di Majin Bu è necessario disintegrare completamente il suo corpo, bruciarlo è effettivamente inutile in quanto il mostro rosa può anche rigenerarsi attraverso il fumo. Anche Lord Slug, (personaggio di un film della serie) essendo un Namecciano, dispone di questo potere. Anche Metal Cooler, in uno dei film di Dragon Ball Z, è capace di utilizzare la tecnica della Rigenerazione, grazie alla fusione col "Big Gete Star", un pianeta metallico in grado di assorbire la forza vitale degli esseri viventi, generato da un microchip. In Dragon Ball GT il nemico finale, Li Shenron possiede capacità rigenerative dopo aver acquisito i poteri del drago dell'elettricità. Infine, in Dragon Ball Super la trasformazione del Super Saiyan God possiede una capacità di rigenerazione derivata dalla sua origine divina.
Nel manga Bastard!! il protagonista Dark Schneider è solito usare questa tecnica, il suo fattore rigenerante è a un livello avanzato in quanto può rigenerare completamente qualsiasi parte del corpo, tornando persino dalla morte.
Nel manga e anime One Piece, Marco, comandante della prima divisione della flotta di Barbabianca ha la capacità di rigenerare le proprie ferite grazie ai poteri del frutto del diavolo Avis Avis, modello Fenice, che gli consente tra gli altri di trasformarsi in una fenice di fuoco blu.
Nel manga Devilman, Akira Fudo dopo aver ricevuto i poteri di Devilman è in grado di rigenerare il suo corpo, in quanto possiede le capacità di un Diavolo.
Nel manga e anime Naruto, il protagonista, Naruto Uzumaki possiede questa facoltà, ma solo quando attiva il chakra della Volpe a nove code e anche Tsunade, 5º Hokage, può incrementare notevolmente il proprio fattore di rigenerazione, a costo di una riduzione della propria vita e di una notevole quantità di chakra. Tsunade dichiara di non poter morire in battaglia grazie alla sua rigenerazione. Anche Kakuzu, possiede un fattore simile a quello rigenerante, in quanto è in grado di riattacare parti del corpo attraverso i fili neri (che grazie a una tecnica hanno sostituito i muscoli). Questo potere, gli consente di riattaccare parti del corpo anche ad altre persone (come ha fatto con la testa di Hidan durante lo scontro con Asuma Sarutobi e il braccio di Deidara perso durante lo scontro con Gaara). Nel corso della quarta guerra mondiale dei ninja, gran parte dei nemici, primo fra tutti Madara Uchiha, sono individui morti e resuscitati, pertanto possono essere danneggiati solo in modi particolari, altrimenti il loro corpi si ricostituiscono.
Nel manga Bleach il protagonista Ichigo Kurosaki è in grado di rigenerarsi grazie al blut vene e ai suoi poteri hollow come nello scontro con Ulquiorra Shiffer in cui grazie ai suoi poteri hollow è stato in grado di rigenerare il buco nel petto infertogli da Ulquiorra.
Anche nel manga e anime Inuyasha di Rumiko Takahashi, molti personaggi hanno a che fare con il fattore rigenerante. I demoni superiori come Sesshomaru hanno l'abilità di rigenerare le proprie ferite, ciononostante il demone sembra non essere in grado di ricreare il braccio amputato, se non verso la fine del manga dove rigenera il braccio assieme alla spada Bakusaiga. Inuyasha pur essendo un mezzo-demone è in grado di rigenerare le ferite, ma a causa del suo sangue umano ha bisogno di più tempo per quelle gravi. Naraku nelle sue ultime trasformazioni, è in grado di rigenerare il suo corpo all'infinito senza assorbire nuovi demoni, a meno che non venga distrutto il suo cuore umano. Anche alcune delle sue emanazioni dimostrano di possedere questo potere. I demoni che vengono in possesso della Sfera dei Quattro Spiriti completa, oltre a incrementare il loro potere a dismisura, possono rigenerarsi completamente all'infinito, Naraku alla fine quando ottiene il gioiello completo, rigenera totalmente il suo corpo anche quando questo viene distrutto del tutto.
Nel manga e anime Fullmetal Alchemist di Hiromu Arakawa, i principali antagonisti della storia, gli homunculus, posseggono un avanzato, ma non eterno fattore rigenerante, dovuto alla pietra filosofale situata all'interno del loro petto. Nella medesima opera altri personaggi che usufruiscono di questo fattore sono Van Hohenheim e il Padre, poiché entrambi totalmente costituiti dalla sopracitata pietra filosofale. La non infinità di tale rigenerazione è spiegata perché la pietra filosofale è costituita da un numero definito di anime pertanto se chi ne possiede il potere viene obbligato ad utilizzare la rigenerazione un numero di volte superiore a quello delle anime in suo possesso, finisce per morire definitivamente.
Nel manga e anime Soul Eater il lupo mannaro Free possiede questo potere essendo immortale, inoltre solo nell'anime il Kishin Ashura può rigenerarsi anche da ferite serie come la perdita di arti usando il sangue nero.
Nel manga e anime Le bizzarre avventure di JoJo diversi personaggi possiedono questa capacità. nelle prime tre parti (Phantom Blood, Battle Tendency e Stardust Crusaders) il fattore di guarigione è posseduto  in modo più o meno simile, da diversi personaggi come i vampiri quali Dio Brando, Straizo o Vanilla Ice o i cosiddetti uomini del pilastro Kars, Wamuu, Esidisi e Santana in grado di curare ferite profonde e addirittura riattaccarsi parti del corpo staccate come braccia, gambe o testa, dimostrano inoltre di essere in grado di utilizzare parti di altre persone per potersi rigenerare come Dio Brando che ruba il corpo di Jonathan Joestar o Esidisi che utilizza il braccio di Loggins, sebbene l'uomo del pilastro ha dimostrato una netta superiorità in questa abilità visto che il vampiro fa fatica ad adattare il corpo di Jonathan al suo, mentre l'uomo del pilastro riesce addirittura a ingrandire il  braccio di Loggins senza problemi. È fortemente implicito che da quando lo è diventato, Kars in qualità di ultima forma di vita possa far ricrescere qualsiasi parte del corpo ma i limiti e la velocità di tale abilità sono sconosciute. Nella quarta parte Diamond Is Unbreakable il padre dei fratelli Keicho e Okuyasu Nijimura ha una abilità rigenerativa talmente potente da risultare praticamente immortale, sebbene di contro il suo corpo si danneggia molto facilmente. Anche nella quinta parte Vento Aureo appare questa capacità: lo stand di Carne Notorius B.I.G. può infatti rigenersi da pezzi minuscoli.

## Serie televisive
- Anche Claire Bennet, la cheerleader di 15 anni tra i protagonisti del serial TV Heroes, possiede questo potere. Sembra che l'unico modo per ucciderla sia asportarle il cervello, poiché è lì che ha sede il suo potere. In seguito anche suo zio Peter Petrelli acquisirà questo potere, assorbendolo da lei. Anche Adam Monroe possiede lo stesso potere. Dopo anni di pratica è riuscito persino a rallentare il processo di invecchiamento.
- La serie televisiva Mutant X presenta dei personaggi con questo potere.
- Nella serie televisiva Angel Angel e tutti i vampiri presentano questa particolare abilità.
- Nella serie televisiva Dead Like Me gli aiutanti della morte presentano questa particolare abilità.
- Nella serie Il corvo il Corvo riesce a guarire velocemente dalle ferite e persino dalla decapitazione e da mutilazioni di enorme entità poiché è immortale.